# 너새니얼 앳킨슨
너새니얼 케일럽 앳킨슨(영어: Nathaniel Caleb Atkinson, 1999년 6월 13일 ~ )은 오스트레일리아의 축구 선수이다. 포지션은 라이트 백이며, 현재 스코티시 프리미어십의 하트 오브 미들로디언 FC에서 뛰고 있다.